# Kaplica św. Franciszka Ksawerego w Bystrzycy Kłodzkiej
Kaplica św. Franciszka Ksawerego w Bystrzycy Kłodzkiej – została wzniesiona w 1681 roku, przy moście na drodze krajowej nr 33 w kierunku Kłodzka. Stanowiła wotum dziękczynne za uratowanie miasta od zarazy.  

## Historia
Kaplica została wzniesiona w roku 1681 przy wjeździe do miasta od strony Kłodzka. Stanowiła ona wotum dla św. Franciszka Ksawerego za uratowanie miasta od zarazy. Według legendy w tym miejscu zmarł zadżumiony uciekinier z Kłodzka, który chciał dostać się do Bystrzycy Kłodzkiej, wbrew podjętym w mieście środkom ostrożności. 

## Architektura
Kaplica została wzniesiona na planie kwadratu, posiada kopułę i jest nakryta hełmem w kształcie dzwonu. Hełm jest zwieńczony dwoma gałkami i wyciętą z blachy sylwetką św. Franciszka Ksawerego, który "zaklina" zarazę gestem wzniesionej ręki. Naroża są podkreślone lizenami, a ponad nimi jest gzyms koronujący. We wnętrzu jest niewielki ołtarz, a po jego obu stronach są konchowe wnęki i małe półkoliste okienka. 

## Galeria

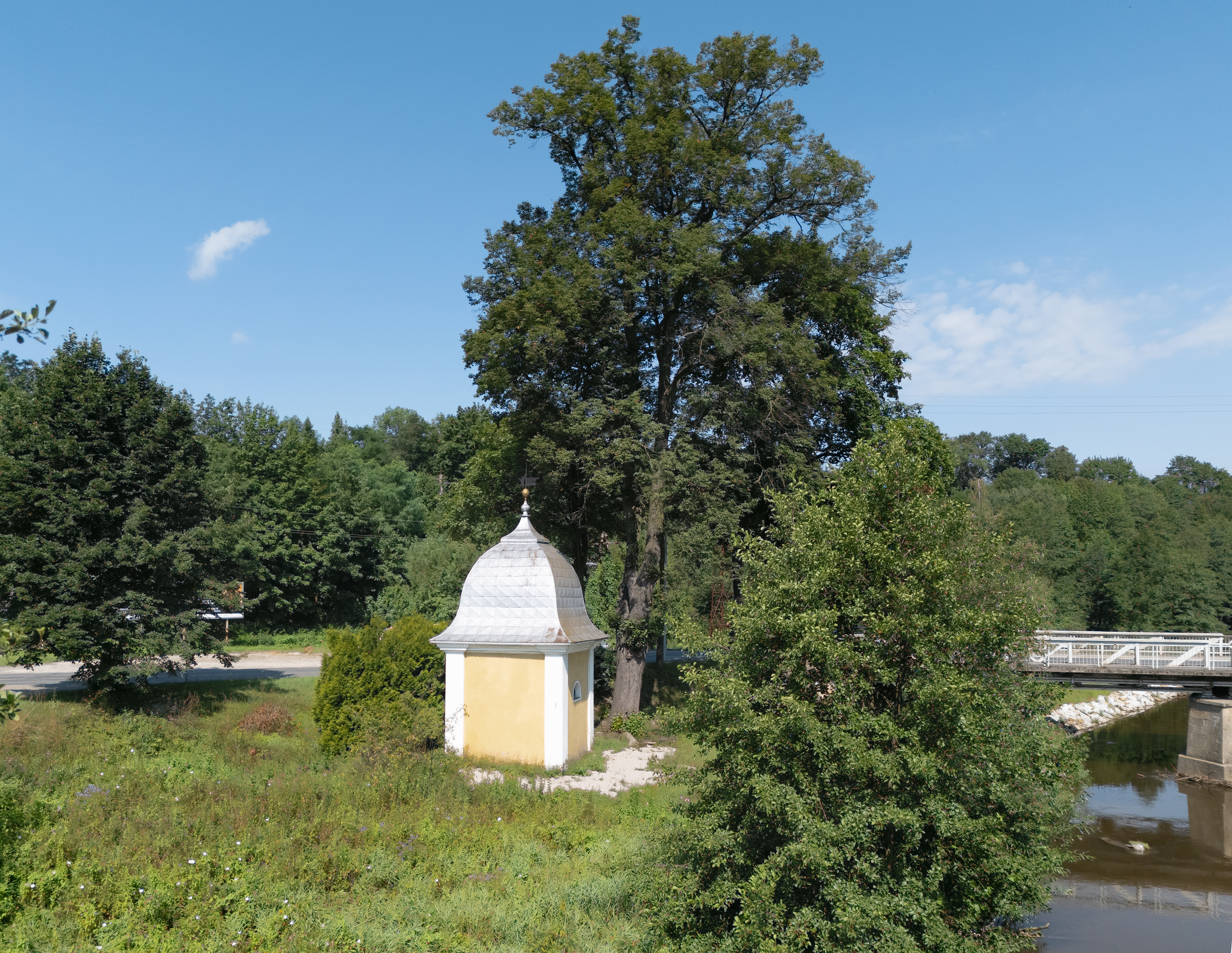
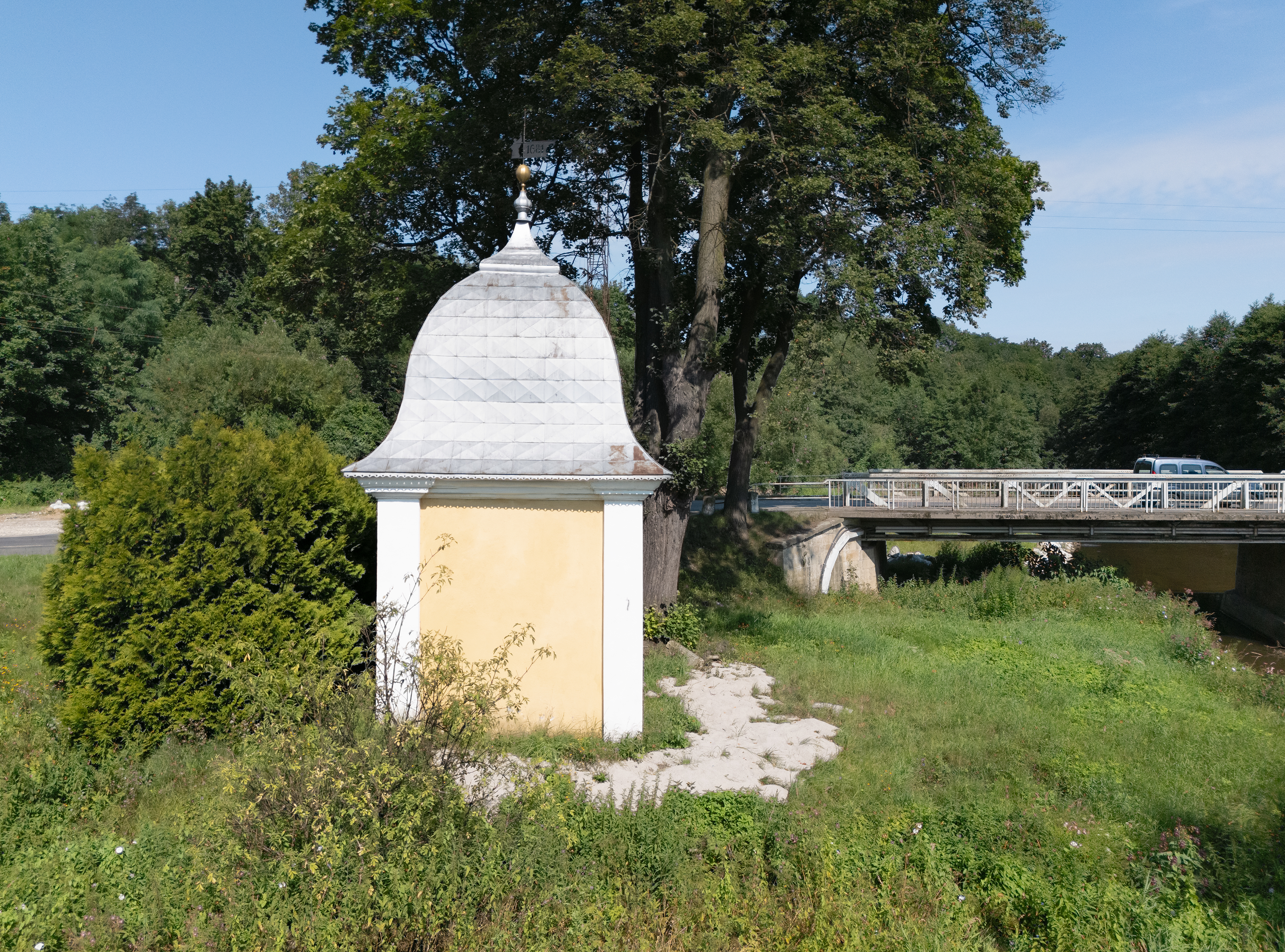
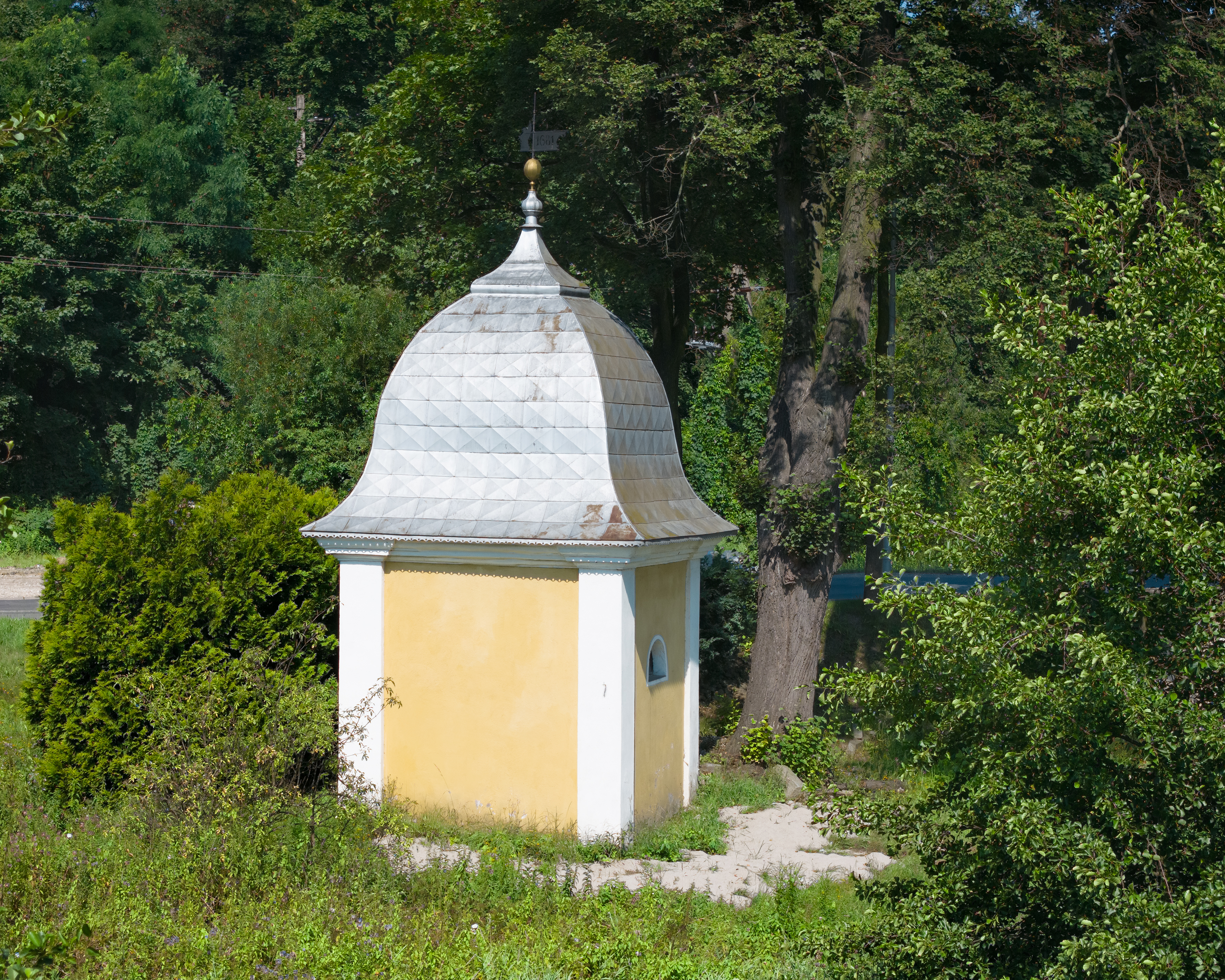
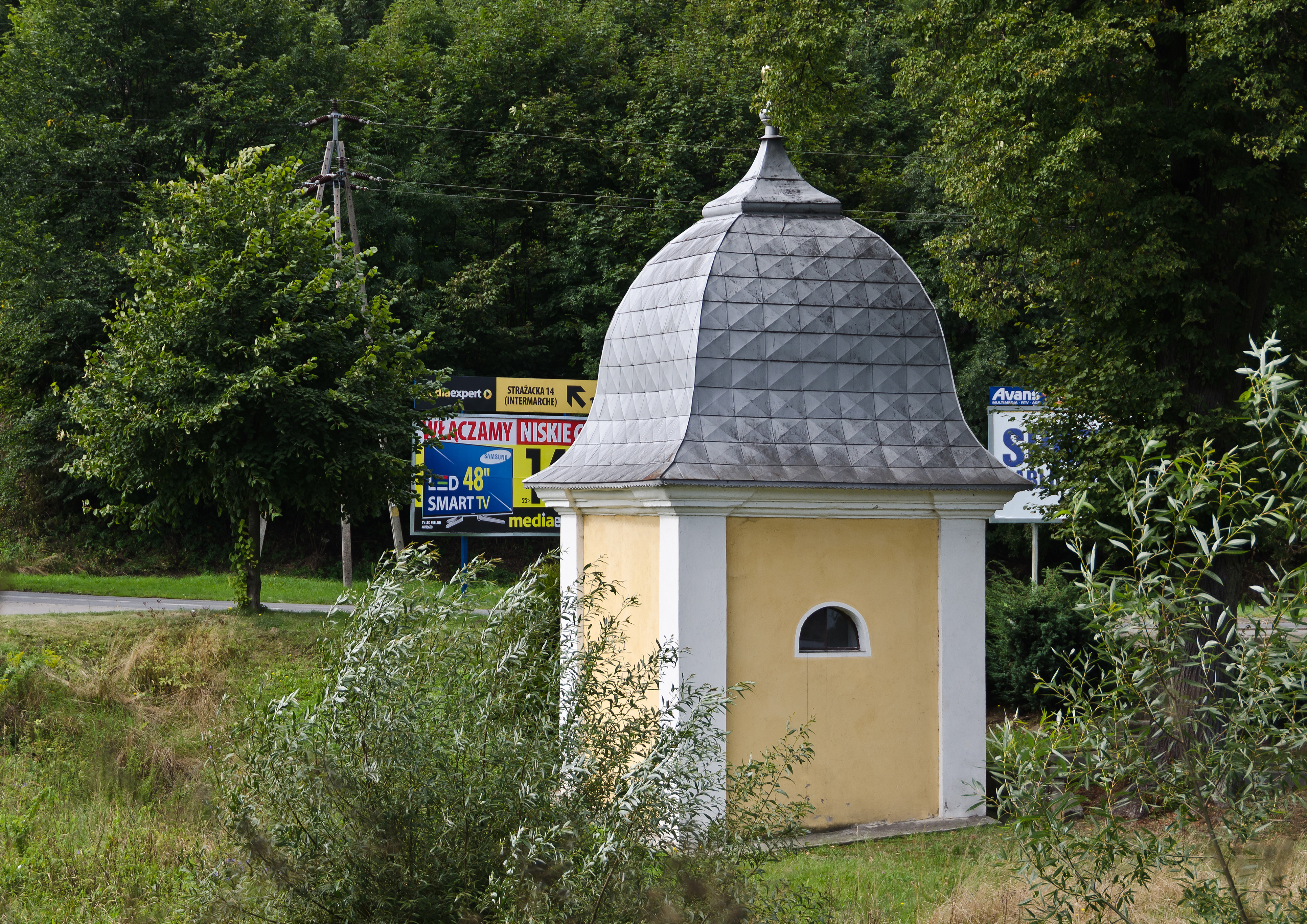
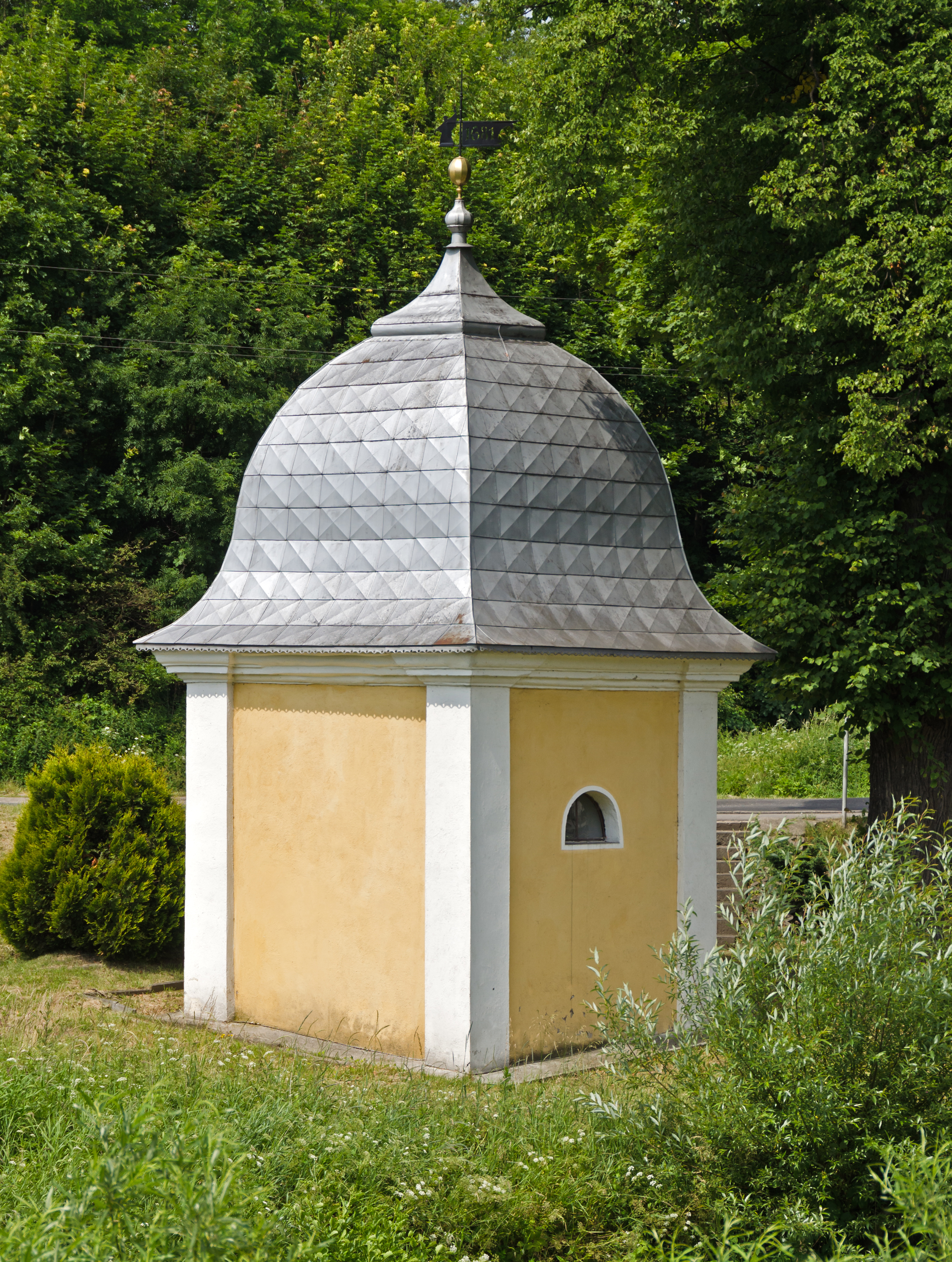
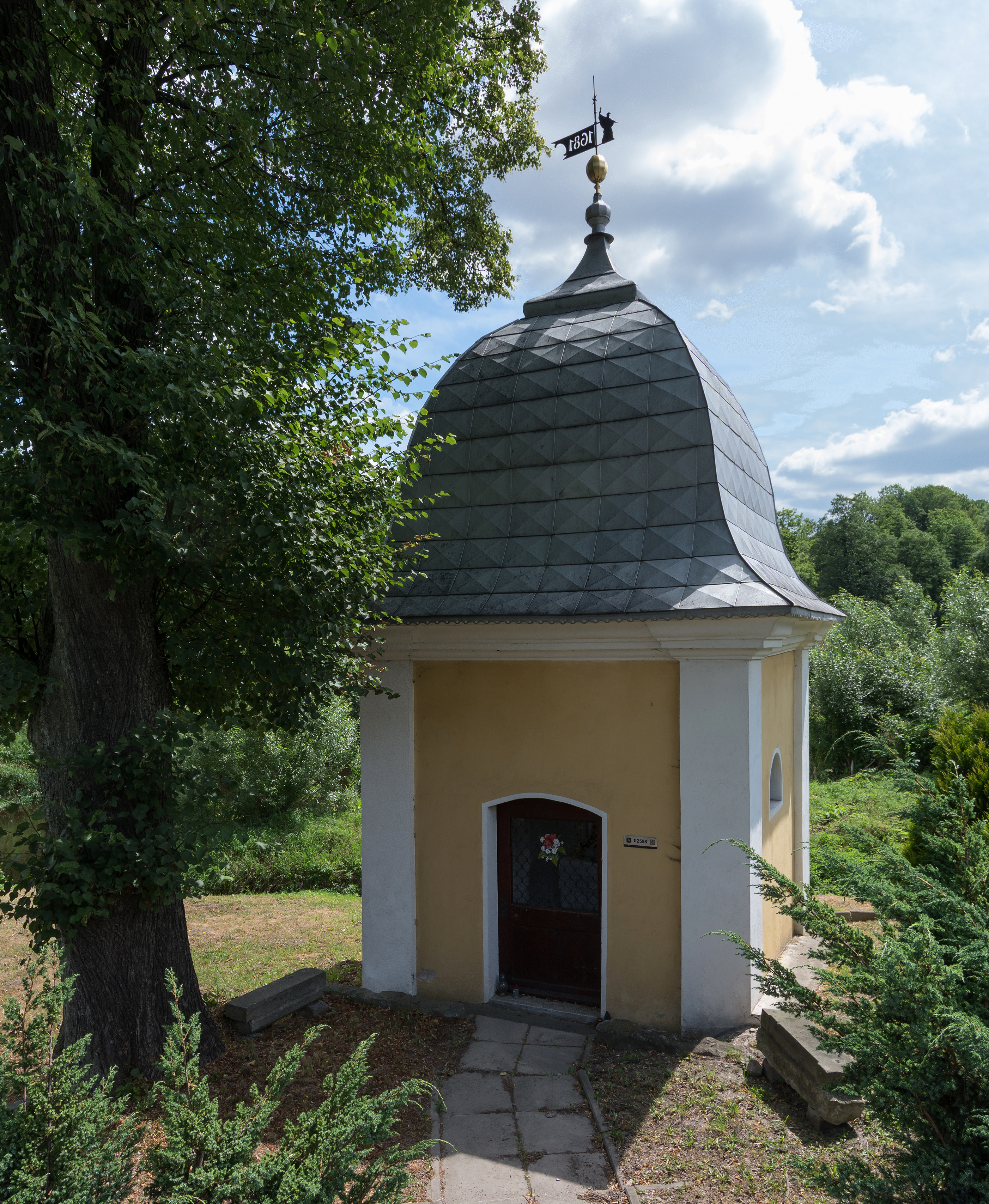
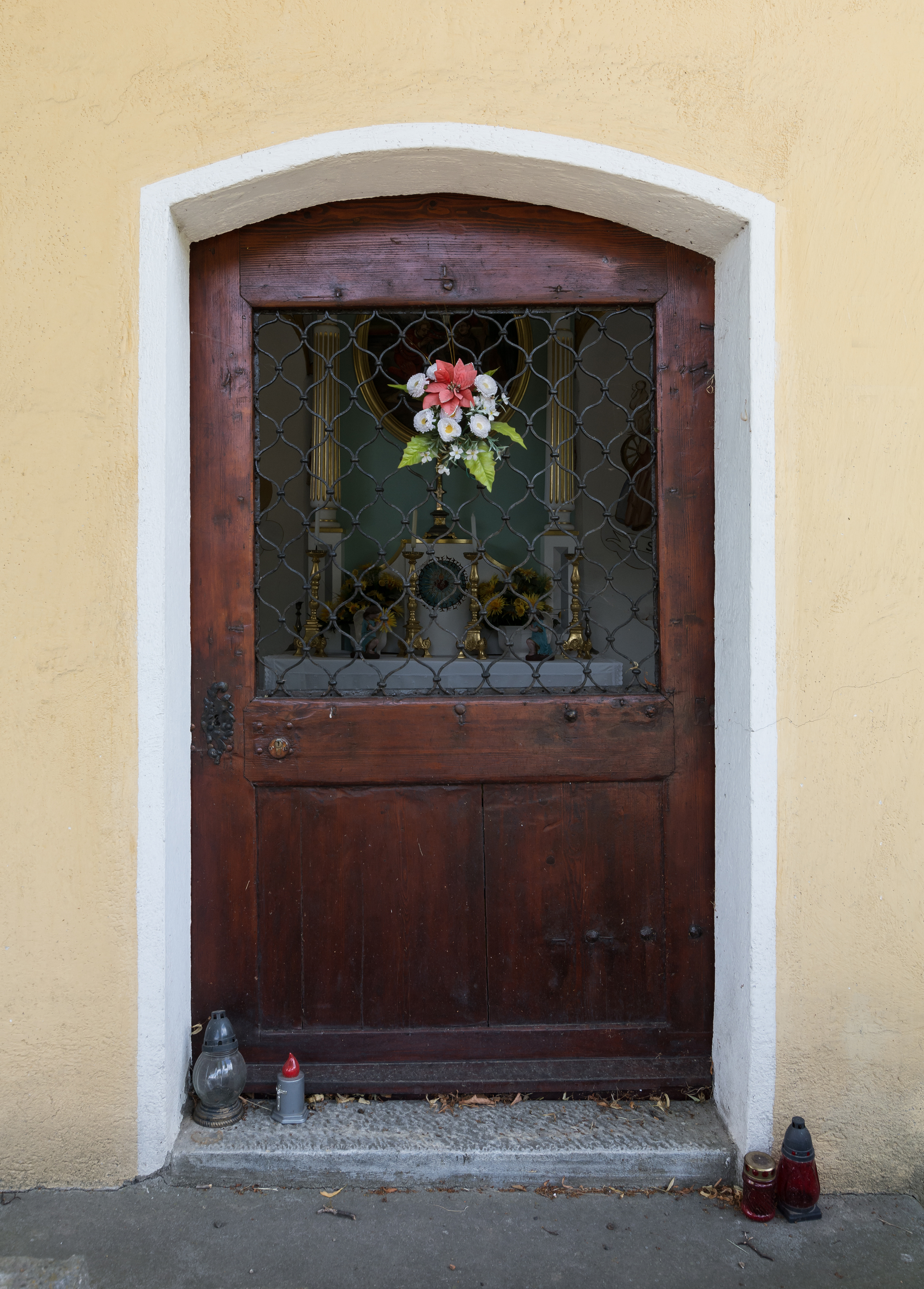
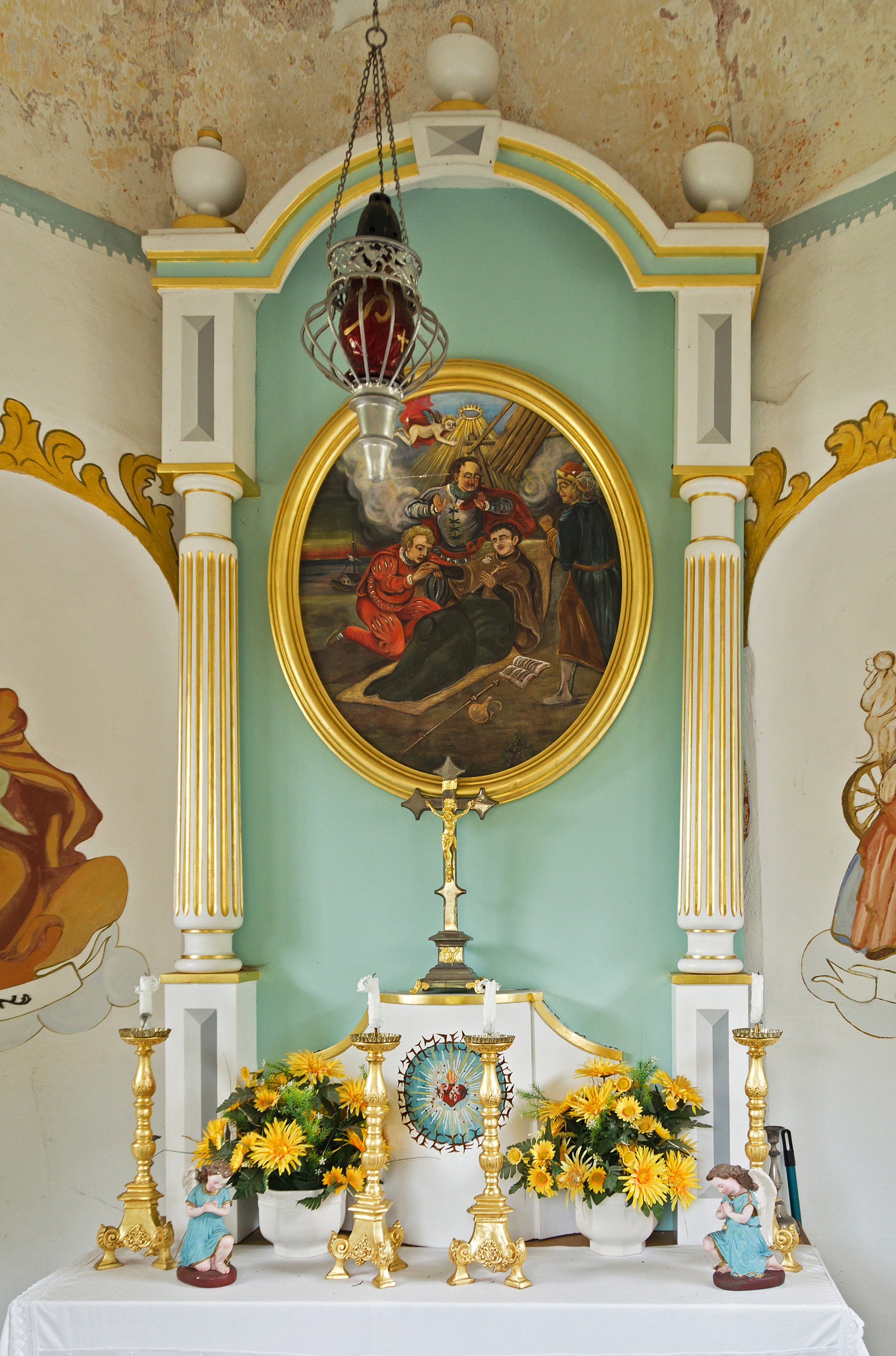